# GSC2709-59
GSC2709-59 — хімічно пекулярна зоря спектрального класу A5, що має видиму зоряну величину в смузі V приблизно  9,3.